# بريط متجعد
بريط متجعد (الاسم العلمي:Dipcadi crispum) هو نوع من النباتات يتبع جنس البريط من الفصيلة الهليونية.